# Бадди-муви
Ба́дди-му́ви (англ. buddy movie, вольный перевод «приятельский фильм») — поджанр художественного фильма, в котором действуют двое главных героев, связанных дружбой.

## Тематика
В массовой культуре теме мужского товарищества всегда уделялось большое внимание, начиная с романов Джеймса Фенимора Купера и заканчивая рекламными роликами пива. Айра Кёнигсберг, автор толкового словаря, посвящённого кинематографу, утверждает, что «эти фильмы превозносят силу и благородство мужского братства и одновременно принижают значение дружественных отношений между женщинами».
По мнению Филиппы Гейтс, обозревательницы Journal of Popular Film and Television, приятельское кино зародилось в 1970-е годы как ответ на феминистическое движение. «Чтобы наказать женщин за их стремление к равноправию, приятельский фильм лишает их центральной роли в своём повествовании, заменяя традиционные романтические отношения между мужчиной и женщиной дружескими отношениями между двумя мужчинами. Оба протагониста являются мужчинами, и весь замысел сюжета базируется на росте и развитии их дружбы. Женщина же как объект любовного интереса полностью исчезает из структуры повествования».
Несмотря на это, многие знаменитые классические фильмы о друзьях-приятелях были сняты задолго до 1970-х годов — «Два бойца» (1943), «Рио Браво» (1959), «Служили два товарища» (1968), «Бутч Кэссиди и Санденс Кид» (1969) и т. д. В 1950-е и 1960-е были очень популярны циклы кинокомедий с приятельскими тандемами Мартин–Льюис, Леммон–Маттау в главной роли. Начиная с 1970-х, в основе сюжета приятельских фильмов часто лежит история двух полицейских-напарников, которые постоянно подвергаются смертельной опасности и постоянно выручают друг друга из затруднительных ситуаций (сериал «Старски и Хатч», 1975-79; серия фильмов «Смертельное оружие» с 1987).
Классический пример фильма о женской дружбе — «Тельма и Луиза».